# (9455) 1998 FJ56
A (9455) 1998 FJ56 a Naprendszer kisbolygóövében található aszteroida. A LINEAR projekt keretében fedezték fel 1998. március 20-án.